# Bleeding Cool
Bleeding Cool est un webzine américain consacré aux comics, à la télévision, au cinéma et aux jeux vidéo.

## Récompenses et nominations
Bleeding Cool est nommé au Prix Eagle du meilleur site consacré aux comics en 2010 et 2011, et le remporte en 2012. Le site apparaît dans la liste des meilleurs blogs de l'année 2010 dressée par PC Magazine. En 2011, le moteur de recherche pour blogs Technorati lui attribue le score maximal de 1 000 points pour l'influence que Bleeding Cool a dans le domaine des comics. Le créateur du site, Rich Johnston (en), s'est vu décerner le Prix Shel Dorf du meilleur blogueur sur les comics en 2012.